# Dharmasoka
Dharmasoka est un roi du royaume de Polonnaruwa au Sri Lanka  en 1208-1209.

## Contexte
Dharmasoka est proclamé roi encore enfant par le général Ayasmantha qui chasse la reine Kalyanavati mais n'ose pas usurper le trône et dirige le pays comme régent. Dharmasoka et son régent sont mis à mort par Anikanga le propre père de Dharmasoka qui envahit le royaume avec une armée Chola et usurpe le trône